# Trichilia catigua
Trichilia catigua, conhecida também como catuaba, é uma espécie de planta da flora do Brasil, pertencente ao género Trichilia. É uma das espécies a qual se atribui o nome catuaba. É uma espécie nativa do América do Sul e América Central, ocorrendo em Brasil, Paraguai, Bolívia e Argentina.
Estudos pré-clínicos de extratos de T. catigua demonstraram propriedades farmacológicas antidepressivas, anti-inflamatórias e neuroprotetoras.
A espécie também é conhecida como catiguá, catiguá vermelho, catuama, pau-ervilha e catuaba-do-norte.

## Descrição
É uma árvore de até 10 m de altura, e os galhos jovens tornam-se glabros com a idade e apresentam coloração cinza. As folhas são compostas com 5 a 7 folíolos, são pediceladas curtas, oblongo-elípticas, ápice foliar acuminado, agudo na base, com até 7 cm de comprimento. As flores podem ser amarelo-esbranquiçadas e o fruto é constituído por uma cápsula estreita e oblonga, e é avermelhada, com pêlos longos, rígidos, amarelados de aproximadamente 2 cm de comprimento e apenas uma semente, surgindo de dezembro a janeiro. A estação das flores é de setembro a outubro; no entanto, as cápsulas podem permanecer na árvore por 5 a 6 meses antes da floração.

## Taxonomia
Trichilia catigua foi nomeada por o botânico francês Antoine Laurent de Jussieu e publicado em Flora Brasiliae Meridionalis (quarto ed.) 2(12): 77 em 1829.